# Cyanopterus
Cyanopterus är ett släkte av steklar som beskrevs av Alexander Henry Haliday 1836. Cyanopterus ingår i familjen bracksteklar.

## Dottertaxa tillCyanopterus, i alfabetisk ordning[1][2]
- Cyanopterus abnormis
- Cyanopterus agilis
- Cyanopterus alaskensis
- Cyanopterus amorosus
- Cyanopterus angustisulca
- Cyanopterus annulicornatus
- Cyanopterus anuphrievi
- Cyanopterus aptus
- Cyanopterus arcuatus
- Cyanopterus baeri
- Cyanopterus basispeculum
- Cyanopterus bekilyensis
- Cyanopterus bellicosus
- Cyanopterus bellona
- Cyanopterus berlandi
- Cyanopterus bipunctipennis
- Cyanopterus biroi
- Cyanopterus bisignatus
- Cyanopterus bohayicus
- Cyanopterus bonaerensis
- Cyanopterus brasiliensis
- Cyanopterus brevicaudis
- Cyanopterus bucephalus
- Cyanopterus calligaster
- Cyanopterus camerunus
- Cyanopterus carinatus
- Cyanopterus concinnus
- Cyanopterus conformis
- Cyanopterus congoensis
- Cyanopterus consultus
- Cyanopterus coriaceus
- Cyanopterus crassicaudis
- Cyanopterus crassicornis
- Cyanopterus croceiventris
- Cyanopterus curvatus
- Cyanopterus dentiscapa
- Cyanopterus depressi
- Cyanopterus differens
- Cyanopterus dissitus
- Cyanopterus distinctus
- Cyanopterus dolens
- Cyanopterus extricator
- Cyanopterus facialis
- Cyanopterus flagellaris
- Cyanopterus flavator
- Cyanopterus flaviceps
- Cyanopterus flaviventris
- Cyanopterus flavoguttatus
- Cyanopterus fraterculus
- Cyanopterus fuscipennis
- Cyanopterus gilberti
- Cyanopterus grandidieri
- Cyanopterus guianor
- Cyanopterus haemiflavus
- Cyanopterus hemixanthus
- Cyanopterus hinoemataensis
- Cyanopterus incompositus
- Cyanopterus ingressor
- Cyanopterus izagai
- Cyanopterus jakuticus
- Cyanopterus kanarensis
- Cyanopterus konowii
- Cyanopterus kozlovi
- Cyanopterus kusarensis
- Cyanopterus laevibasis
- Cyanopterus laeviventris
- Cyanopterus latisulca
- Cyanopterus litura
- Cyanopterus longicauda
- Cyanopterus longicornis
- Cyanopterus longulus
- Cyanopterus luctuosus
- Cyanopterus lugens
- Cyanopterus marginatus
- Cyanopterus melanocephalus
- Cyanopterus mimelus
- Cyanopterus minor
- Cyanopterus montanensis
- Cyanopterus nigrator
- Cyanopterus nigrifrons
- Cyanopterus nigripleuris
- Cyanopterus nitidulus
- Cyanopterus obscuripennis
- Cyanopterus occidentalis
- Cyanopterus oriens
- Cyanopterus ornaticollis
- Cyanopterus pallidicolor
- Cyanopterus parvispeculum
- Cyanopterus penini
- Cyanopterus pernix
- Cyanopterus phryganator
- Cyanopterus piceus
- Cyanopterus pictipennis
- Cyanopterus praecinctus
- Cyanopterus provancheri
- Cyanopterus punctistigma
- Cyanopterus punctum
- Cyanopterus quadricolor
- Cyanopterus regnatrix
- Cyanopterus rubiginator
- Cyanopterus rufolineatus
- Cyanopterus rutilans
- Cyanopterus samedovi
- Cyanopterus sanguineus
- Cyanopterus sanguinosus
- Cyanopterus scaber
- Cyanopterus schubotzi
- Cyanopterus semirufus
- Cyanopterus seticornis
- Cyanopterus sexrugosus
- Cyanopterus seyrigi
- Cyanopterus similis
- Cyanopterus spathuliformis
- Cyanopterus speciosus
- Cyanopterus steirastomae
- Cyanopterus striatus
- Cyanopterus subpunctatus
- Cyanopterus subrugosus
- Cyanopterus sulphureus
- Cyanopterus taiticus
- Cyanopterus testaceus
- Cyanopterus togoanus
- Cyanopterus togoensis
- Cyanopterus torridus
- Cyanopterus triaspis
- Cyanopterus tricolor
- Cyanopterus trirugosus
- Cyanopterus trujilloi
- Cyanopterus tuberculatorius
- Cyanopterus tzymbali
- Cyanopterus uelleburgensis
- Cyanopterus variegatus
- Cyanopterus webbi
- Cyanopterus vectensis
- Cyanopterus xanthocarpus
- Cyanopterus zelotes
- Cyanopterus zernyi
- Cyanopterus zootrephes
- Cyanopterus zykanus